# コッレレット・ジャコーザ
コッレレット・ジャコーザ（伊: Colleretto Giacosa）は、イタリア共和国ピエモンテ州トリノ県にある、人口約600人の基礎自治体（コムーネ）。

## 地理

### 位置・広がり

#### 隣接コムーネ
隣接するコムーネは以下の通り。
- ロランツェ
- パレッラ
- パヴォーネ・カナヴェーゼ
- サモーネ
- サン・マルティーノ・カナヴェーゼ